# Inna Osipenko-Radomska

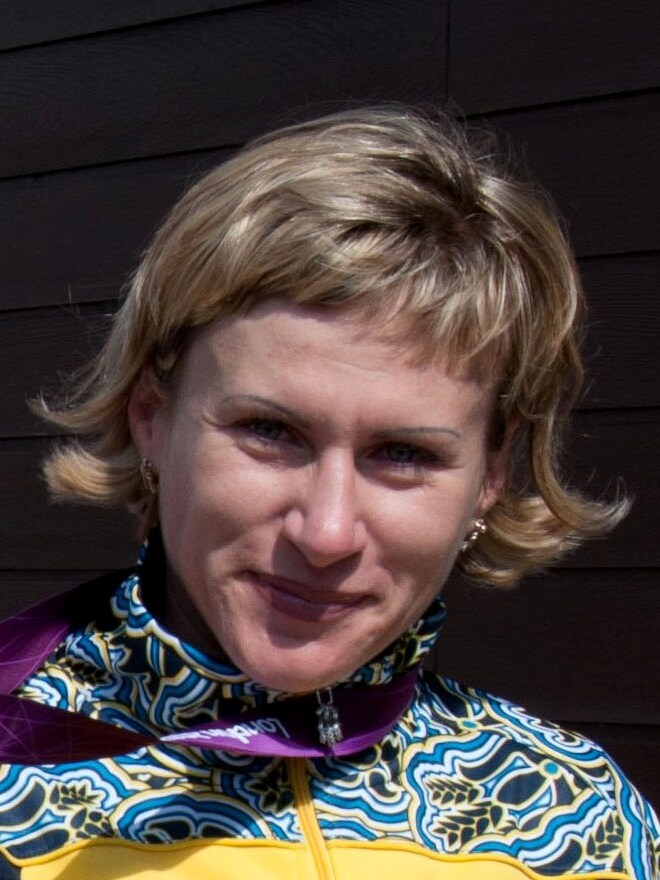
Inna Osipenko-Radomska im ukrainischen Trainingsanzug bei den Olympischen Spielen 2012

Inna Osipenko-Radomska oder Inna Ossypenko (ukrainisch Інна Осипенко; * 20. September 1982 in Noworajsk) ist eine aserbaidschanische Kanutin, die bis 2014 für die Ukraine antrat. Sie gewann fünf olympische Medaillen, sechs Weltmeisterschaftsmedaillen und vier Europameisterschaftsmedaillen.

## Leben
Inna Ossypenko wuchs in der Ukraine auf und begann ihre internationale Karriere bei den Olympischen Spielen 2000 in Sydney. Seit 2008 wird sie vom Aserbaidschaner Dmitry Radomsky trainiert. Nach ihrer Heirat nahm sie die Staatsangehörigkeit ihres Mannes an und startet als Inna Osipenko-Radomska für Aserbaidschan, in englischsprachigen Dateien wird ihr Name Inna Osypenko-Radomska geschrieben.

## Karriere

### Ukraine
2000 bei den Olympischen Spielen in Sydney trat Ossypenko im Einer-Kajak über 500 Meter an und schied im Vorlauf aus. Ihre erste internationale Medaille gewann sie bei den Weltmeisterschaften 2001 als der Vierer-Kajak mit Hanna Balabanowa, Natalija Feklissowa, Inna Ossypenko und Tetjana Semykina über 1000 Meter die Bronzemedaille hinter Ungarn und Polen erkämpfte. Zwei Jahre später siegte bei den Weltmeisterschaften 2003 der ungarische Vierer über 1000 Meter vor Olena Tscherewatowa, Tetjana Semykina, Marija Raltschewa und Inna Ossypenko. Bei den Europameisterschaften 2004 siegte der ukrainische Vierer mit Semykina, Tscherewatowa, Balabanowa und Ossypenko vor Ungarn und Spanien. Bei den Olympischen Spielen 2004 in Athen gewann der Deutsche Vierer-Kajak auf der 500-Meter-Strecke vor den Ungarn, die ukrainischen Europameisterinnen erkämpften die Bronzemedaille. 2005 erreichte der ukrainische Vierer zwar sowohl bei den Europa- als auch bei den Weltmeisterschaften das Finale, belegte aber nur den achten und neunten Platz.
2007 trat Ossypenko bei den Europameisterschaften im Einer-Kajak an. Sie belegte den fünften Platz über 500 Meter und gewann die Bronzemedaille über 200 Meter. Bei den Weltmeisterschaften in Duisburg erreichte sie auf beiden Strecken jeweils den vierten Platz. Bei den Europameisterschaften 2008 in Mailand belegte Ossypenko den fünften Platz über 500 Meter und gewann Silber über 200 Meter hinter der Britin Lucy Wainwright. Bei den Olympischen Spielen 2008 in Peking stand nur die 500-Meter-Distanz auf dem Programm. Ossypenko gewann die Goldmedaille vor der Italienerin Josefa Idem.
Bei den Europameisterschaften 2009 trat Ossypenko in vier Disziplinen an, die beste Platzierung war der vierte Platz mit der 4-mal-200-Meter-Staffel. Bei den Weltmeisterschaften 2009 war ihre beste Platzierung ein siebter Platz im Zweier-Kajak über 200 Meter. Bei den Europameisterschaften 2010 erreichte Ossypenko den vierten Platz über 500 Meter im Einer-Kajak. Erfolgreicher war sie bei den Weltmeisterschaften 2010 in Posen: Über 200 Meter erhielt sie die Silbermedaille hinter der Ungarin Natasa Janics, über 500 Meter siegte Ossypenko vor Janics. Bei den Europameisterschaften 2011 gewann über 500 Meter die Ungarin Danuta Kozák vor Ossypenko. Wie im Vorjahr erkämpfte Ossypenko bei den Weltmeisterschaften zwei Medaillen. Über 500 Meter siegte die Deutsche Nicole Reinhardt vor Kozák und Ossypenko. Über 200 Meter siegte die Neuseeländerin Lisa Carrington vor der Polin Marta Walczykiewicz und Ossypenko. Bei den Olympischen Spielen 2012 in London gewann Lisa Carrington über 200 Meter vor Ossypenko, über 500 Meter siegte Danuta Kozák vor Ossypenko.

### Aserbaidschan
Nach ihrem Nationenwechsel trat Osipenko-Radomska bei den Europameisterschaften 2015 erstmals wieder an. Im Einer-Kajak belegte sie den sechsten Platz über 500 Meter und den achten Platz über 200 Meter. Bei den Weltmeisterschaften in Mailand erreichte sie den fünften Platz über 500 Meter und den vierten Platz über 200 Meter. Bei ihrer fünften Olympiateilnahme 2016 in Rio de Janeiro belegte sie den achten Platz über 500 Meter. Auf der 200-Meter-Distanz verteidigte Carrington ihren Titel vor der Polin Marta Walczykiewicz, dahinter gewann Osipenko-Radomska Bronze für Aserbaidschan.

### Dopingsperre
Im Mai 2018 verweigerte Osipenko-Radomska eine Dopingkontrolle. Vom Weltverband wurde sie daraufhin für vier Jahre gesperrt.